# Amt (Dänemark)
Amt (dän., Pl. amter) bildete von 1662 bis 2007 die mittlere Stufe der Verwaltungsgliederung Dänemarks zwischen Zentralverwaltung („Staat“) und Kommunen. Ihre geografische Einteilung wurde mehrfach verändert.
Nach der Einführung des Absolutismus ließ König Friedrich III. das dänische Reich 1662 in Ämter gliedern.
Diese Einteilung in Ämter  wurde auch im damals zu Dänemark gehörenden Norwegen durchgeführt. Die in Norwegen geschaffenen Ämter (deren Zuschnitt sich zwischenzeitlich änderte) wurden 1919 in Fylker umbenannt und bilden bis heute die Grundlage der norwegischen Provinzverwaltung.
1793 erfolgten zahlreiche Änderungen im Zuschnitt. 1970 wurden die dänischen Ämter als kommunale Gebietskörperschaften (Amtskommunen) neu definiert: Sie erhielten eine Reihe zusätzlicher Aufgaben, insbesondere auf dem Gebiet sozialstaatlicher Dienstleistungen. 2007 löste das Parlament die Amtskommunen auf. An ihre Stelle traten fünf Regionen, die nach Funktion und Kompetenzen jedoch nicht vergleichbar sind.

## Absolutismus
Die im Teil des heutigen Dänemark (ohne Schleswig) 1662 eingeführten Ämter waren folgende:
| Nr. | Amt                            | Nr. | Amt                  | Nr. | Amt               |
| --- | ------------------------------ | --- | -------------------- | --- | ----------------- |
| 1   | Åstrup, Sejlstrup, Børglum Amt | 16  | Koldinghus Amt       | 31  | Ringsted Amt      |
| 2   | Dueholm, Ørum, Vestervig Amt   | 17  | Stjernholm Amt       | 32  | Korsør Amt        |
| 3   | Ålborghus Amt                  | 18  | Hindsgavl Amt        | 33  | Antvorskov Amt    |
| 4   | Skivehus Amt                   | 19  | Assens Amt           | 34  | Sorø Amt          |
| 5   | Mariager Klosters Amt          | 20  | Rugård Amt           | 35  | Sæbygård Amt      |
| 6   | Hald Amt                       | 21  | Odensegård Amt       | 36  | Kalundborg Amt    |
| 7   | Dronningborg Amt               | 22  | Nyborg Amt           | 37  | Holbæk Amt        |
| 8   | Bøvling Amt                    | 23  | Tranekær Amt         | 38  | Dragsholm Amt     |
| 9   | Lundenæs Amt                   | 24  | Halsted Klosters Amt | 39  | Jægerspris Amt    |
| 10  | Silkeborg Amt                  | 25  | Ålholm Amt           | 40  | Kronborg Amt      |
| 11  | Kalø Amt                       | 26  | Nykøbing Amt         | 41  | Frederiksborg Amt |
| 12  | Skanderborg Amt                | 27  | Møn Amt              | 42  | Hørsholm Amt      |
| 13  | Havreballegård Amt             | 28  | Vordingborg Amt      | 43  | Københavns Amt    |
| 14  | Åkær Amt                       | 29  | Tryggevælde Amt      | 44  | Bornholms Amt     |
| 15  | Riberhus Amt                   | 30  | Roskilde Amt         |     |                   |

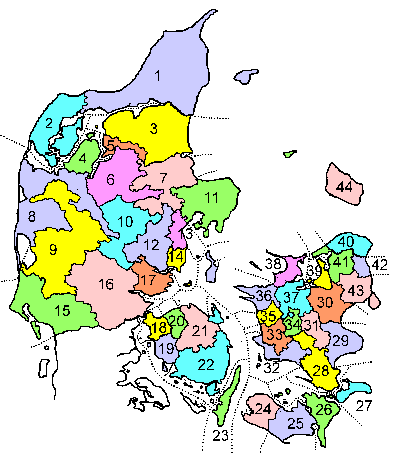
Dänemarks Amtsbezirke 1662–1793

Tryggevælde Amt und Vordingborg Amt wurden 1750 zum Præstø Amt zusammengelegt, dem 1803 noch das Møn Amt zugeschlagen wurde.
Zum seit 1720 in Personalunion verbundenen Herzogtum Schleswig siehe den Artikel Ämter und Harden in Schleswig.

## Dänischer Gesamtstaat, ab 1793
Nach Bildung des dänischen Gesamtstaates wurden die Ämter 1793 vergrößert und neu zugeschnitten. Diese Gliederung wurde im Königreich bis 1970 im Wesentlichen beibehalten. Nach dem Ersten Weltkrieg und der Volksabstimmung in Schleswig kam Nordschleswig mit den Ämtern Haderslev Amt, Nordborg Amt, Tønder Amt, Sønderborg Amt und Aabenraa Amt zu Dänemark zurück. Der zeitweilig deutsche Teil von Nordborg Amt wurde Sønderborg Amt zugeschlagen, während Ærø bei Svendborg verblieb.
| Nr. | Amt            | Nr. | Amt                       | Nr. | Amt                            |
| --- | -------------- | --- | ------------------------- | --- | ------------------------------ |
| 01  | Hjørring Amt   | 09  | Skanderborg Amt (ab 1824) | 17  | Holbæk Amt                     |
| 02  | Thisted Amt    | 10  | Vejle Amt                 | 18  | Frederiksborg Amt              |
| 03  | Ålborg Amt     | 11  | –                         | 19  | Københavns Amt                 |
| 04  | Viborg Amt     | 12  | –                         | 20  | (Roskilde Amt, 1808 zu Nr. 19) |
| 05  | Randers Amt    | 13  | –                         | 21  | Sorø Amt                       |
| 06  | Ringkøbing Amt | 14  | –                         | 22  | Præstø Amt (ab 1803)           |
| 07  | Ribe Amt       | 15  | Odense Amt                | 23  | Maribo Amt                     |
| 08  | Århus Amt      | 16  | Svendborg Amt             | 24  | Bornholms Amt                  |

Das Herzogtum Schleswig wurde 1867 von Preußen annektiert. Zu seiner Amtsbezirksstruktur siehe den Artikel Ämter und Harden in Schleswig.

## Amtsbezirke 1920

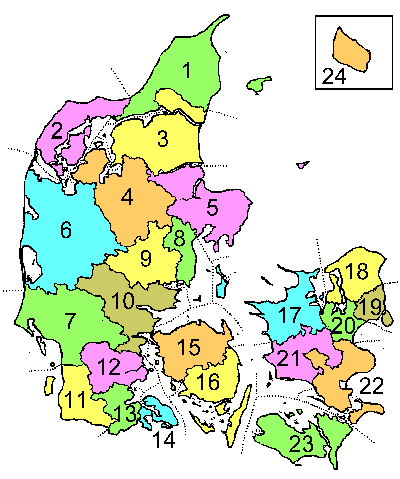
Dänemarks Ämter. Momentaufnahme 1925

| Nr. | Amt            | Nr. | Amt               | Nr. | Amt                 |
| --- | -------------- | --- | ----------------- | --- | ------------------- |
| 01  | Hjørring Amt   | 09  | Skanderborg Amt   | 17  | Holbæk Amt          |
| 02  | Thisted Amt    | 10  | Vejle Amt         | 18  | Frederiksborg Amt   |
| 03  | Ålborg Amt     | 11  | Tønder Amt1       | 19  | Københavns Amt      |
| 04  | Viborg Amt     | 12  | Haderslev Amt1    | 20  | (zu Københavns Amt) |
| 05  | Randers Amt    | 13  | Aabenraa Amt1,2   | 21  | Sorø Amt            |
| 06  | Ringkøbing Amt | 14  | Sønderborg Amt1,2 | 22  | Præstø Amt          |
| 07  | Ribe Amt       | 15  | Odense Amt        | 23  | Maribo Amt          |
| 08  | Århus Amt      | 16  | Svendborg Amt     | 24  | Bornholms Amt       |

1 Die Einrichtung dieser Ämter 1920 folgte auf die Abtretung Nordschleswigs an Dänemark.
2 Sønderborg Amt und Aabenraa Amt wurden 1932 teilweise zum Aabenraa-Sønderborg Amt zusammengelegt.
Städte mit Marktrecht (dän. Købstæder) waren in der Verwaltungshierarchie nicht den Amtsbezirken unterstellt, sondern direkt der staatlichen Zentralverwaltung verantwortlich.

## Amtskommunen ab 1970
Am 1. April 1970 wurden die 23 Ämter auf 14 reduziert und als Amtskommunen neu definiert. Die Kommunen Kopenhagen und Frederiksberg übten wegen ihrer besonderen Voraussetzungen (großstädtischer Ballungsraum) die entsprechenden Kompetenzen selbst aus.
Gleichzeitig wurde mit dieser Reform die Zahl der Kommunen reduziert. Die Anzahl der Kommunen hatte 1965 ihren Höchststand mit 1.345 (1.257 Landgemeinden und 88 Städte) erreicht. Mit der Kommunalreform 1970 wurden Landgemeinden wie Städte (Købstad) als Kommunalform abgeschafft. Die Anzahl der nun einheitlich organisierten Kommunen reduzierte sich von 1.098 auf 277. 1974 wurden Sengeløse Kommune und Høje-Taastrup Kommune sowie Store Magleby Kommune und Dragør zur Dragør Kommune zusammengelegt. Die Anzahl der Kommunen betrug somit 275.
| Wappen | Name                                         | lfd. Nr. (Karte) | Verwaltungssitz | Status  | Geografische Lage                  | Bevölkerung (2006) | Fläche in km² | Einwohner pro km² |
| ------ | -------------------------------------------- | ---------------- | --------------- | ------- | ---------------------------------- | ------------------ | ------------- | ----------------- |
|        | Københavns Kommune Amtsfreie Stadt           | 1                | Kopenhagen      | Kommune | Ost-Seeland                        | 501.158            | 91,3          | 5.489,1           |
|        | Frederiksbergs Kommune Amtsfreie Stadt       | 2                | Frederiksberg   | Kommune | Enklave in der Københavns Kommune  | 91.855             | 8,7           | 10.560,5          |
|        | Københavns Amt                               | 3                | Glostrup        | Amt     | Umland von Kopenhagen              | 618.529            | 526           | 1.175,9           |
|        | Frederiksborg Amt                            | 4                | Hillerød        | Amt     | Nord-Seeland                       | 378.686            | 1.347         | 281,1             |
|        | Roskilde Amt                                 | 5                | Roskilde        | Amt     | Mittel-Seeland                     | 241.523            | 891           | 271               |
|        | Vestsjællands Amt                            | 6                | Sorø            | Amt     | West-Seeland                       | 307.207            | 2.984         | 103               |
|        | Storstrøms Amt                               | 7                | Nykøbing        | Amt     | Süd-Seeland, Lolland, Falster, Møn | 262.781            | 3.398         | 77,3              |
|        | Fyns Amt                                     | 8                | Odense          | Amt     | Fünen, Langeland, Ærø              | 478.347            | 3.485         | 137,2             |
|        | Sønderjyllands Amt                           | 9                | Aabenraa        | Amt     | Süd-Jütland, Rømø, Alsen           | 252.433            | 3.939         | 64,1              |
|        | Ribe Amt                                     | 10               | Ribe            | Amt     | Südwest-Jütland                    | 224.261            | 3.132         | 71,6              |
|        | Vejle Amt                                    | 11               | Vejle           | Amt     | Südost-Jütland                     | 360.921            | 2.997         | 120,4             |
|        | Ringkjøbing Amt3                             | 12               | Ringkøbing      | Amt     | West-Jütland                       | 275.065            | 4.854         | 56,7              |
|        | Viborg Amt                                   | 13               | Viborg          | Amt     | Nordwest-Jütland                   | 234.896            | 4.122         | 57                |
|        | Nordjyllands Amt                             | 14               | Ålborg          | Amt     | Nord-Jütland                       | 495.090            | 6.173         | 80,2              |
|        | Århus Amt                                    | 15               | Århus           | Amt     | Nordost-Jütland                    | 661.370            | 4.561         | 145               |
|        | Bornholms Amt ab 1. Jan. 2003 Regionskommune | 16               | Rønne           | Amt     | Insel Bornholm                     | 43.245             | 587           | 73,6              |
|        | gesamt                                       |                  |                 |         |                                    | 5.427.459          | 43.093        | 125,9             |

3 Ringkjøbing Amt wurde offiziell anders geschrieben als sein Verwaltungssitz Ringkøbing.